# Naturschutzgebiet Brauck und Eckernkamp
Koordinaten: 51° 39′ 41″ N, 7° 41′ 50″ O

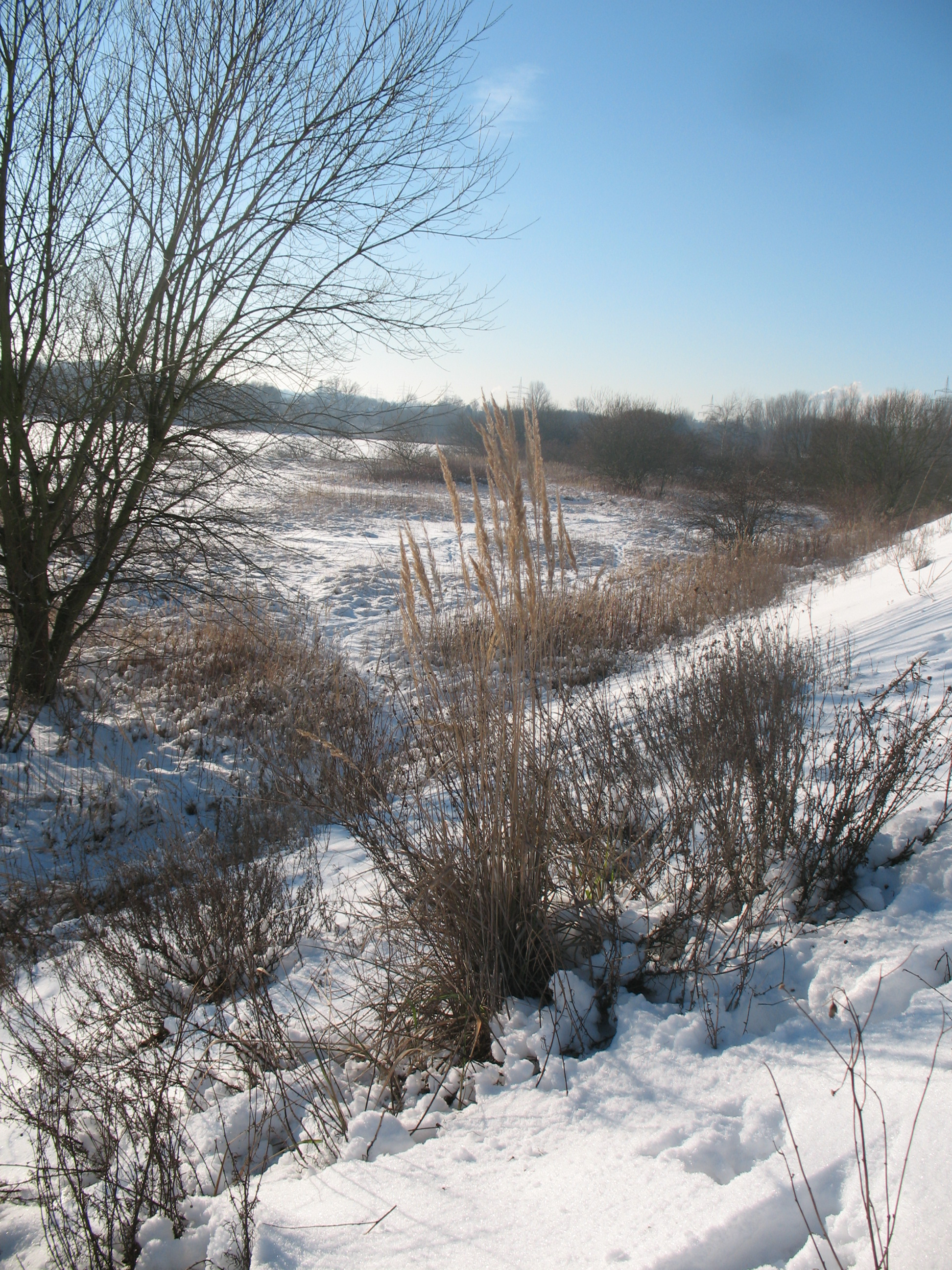
Naturschutzgebiet Brauck und Eckernkamp (Januar 2009)

Das Naturschutzgebiet Brauck und Eckernkamp liegt auf dem Gebiet der kreisfreien Stadt Hamm in Nordrhein-Westfalen.
Das aus zwei Teilflächen bestehende rund 45 ha große Gebiet, das im Jahr 1988 unter der Schlüsselnummer HAM-004 unter Naturschutz gestellt wurde, erstreckt sich westlich der Kernstadt Hamm und südlich von Stockum, einem Ortsteil von Werne, entlang des nördlich fließenden Datteln-Hamm-Kanals. Westlich des Gebietes verläuft die A 1 und südlich die Landesstraße L 736. Nördlich – entlang der Lippe – erstrecken sich das rund 188 ha große Naturschutzgebiet (NSG) Lippeaue von Stockum bis Werne und das etwa 99,2 ha große NSG Tibaum.